# Gömeç
Gömeç ist eine Stadt im gleichnamigen Landkreis der türkischen Provinz Balıkesir und gleichzeitig ein Stadtbezirk der 2012 geschaffenen Büyükşehir belediyesi Balıkesir (Großstadtgemeinde/Metropolprovinz). Die Stadt liegt etwa 95 Kilometer westlich des Zentrums von Balıkesir am Golf von Edremit. Seit einer Gebietsreform 2012 ist die Kreisstadt flächen- und einwohnermäßig identisch mit dem Landkreis.
Gömeç wurde 1913 eine Belediye, 1928 wurde sie aufgehoben und 1956 wurde dieser Status erneut verliehen.
Ende 2012 bestand der Kreis aus der Stadt Gömeç (3 Mahalles) sowie aus der Belediye Karaağaç (1 Mahalle). Letztere wurde zur  Verwaltungsreform in eine(n) Mahalle überführt. Auch die 9 Dörfer aus dem Merkez-Bucak (Merkez Bucağı) wurden in Mahalles umgewandelt.
Der Landkreis liegt im Südwesten der Provinz am südlichen Ufer des zur Ägäis gehörenden Golfes von Edremit. Er grenzt im Norden an Burhaniye, im Südosten an die Provinz Manisa, im Süden an Ayvalık und im Westen an die ägäische Küste. Die Stadt liegt an der Europastraße 87, die von Edirne über Çanakkale kommend weiter über İzmir und Denizli nach Antalya führt. Zum Landkreis gehört die vor der Küste liegende Insel Çiçek Adası.

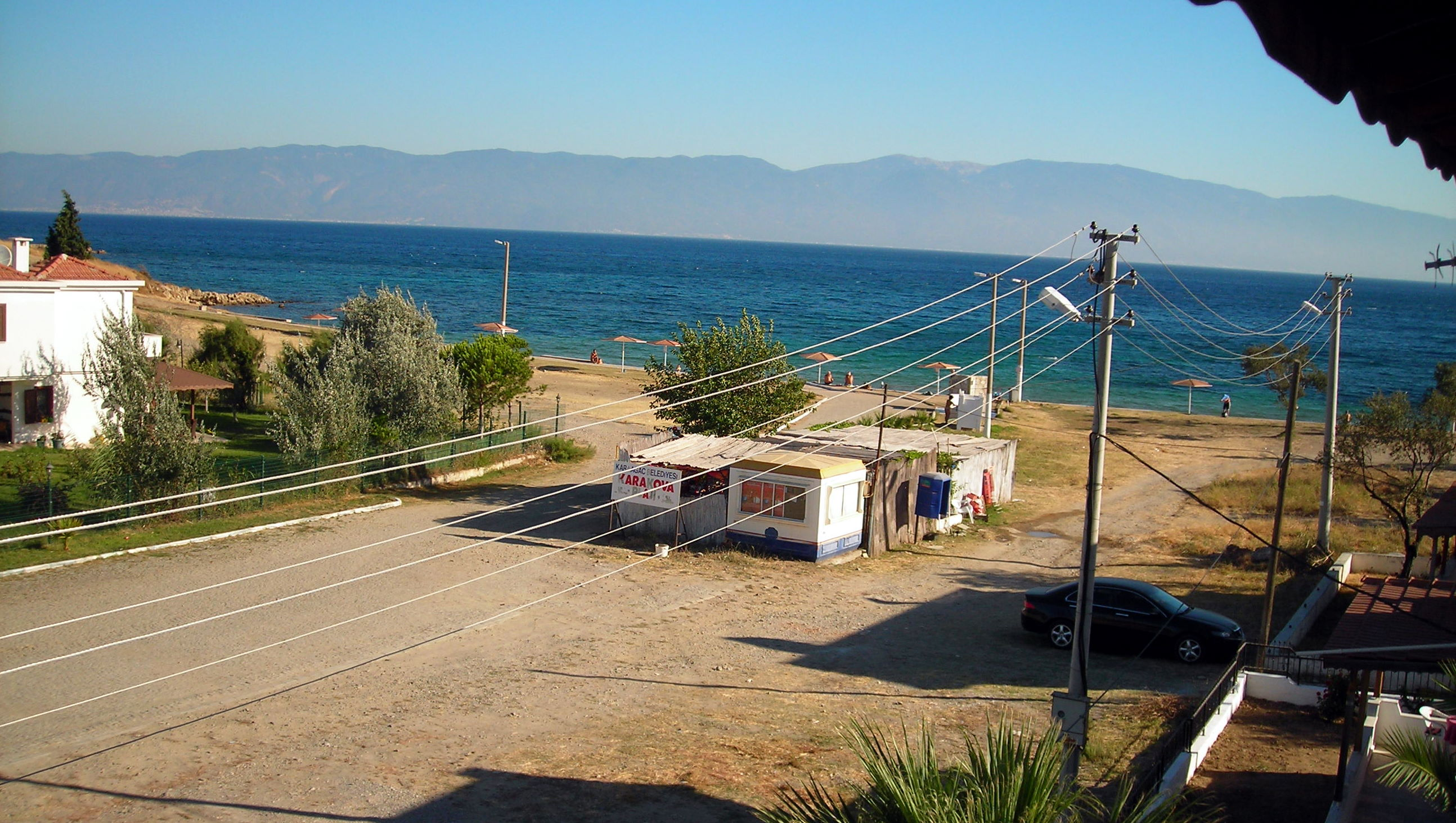
Kara kova Plajı, Karaağaç Beldesi, Gömeç

## Persönlichkeiten
- Cihat Arslan (* 1970), Fußballspieler